# Бекасов, Николай Михайлович
Николай Михайлович Бекасов (5 (18) ноября 1913 — 19 сентября 2002) — радист ледокольного парохода «Георгий Седов» Главсевморпути и участник его знаменитого дрейфа в 1937—1940 годах. Герой Советского Союза (1940). Инженер-капитан 2-го ранга (1958).

## Биография
Родился 5 (18) ноября 1913 года в Санкт-Петербурге в семье служащего. Русский. Член КПСС.
После окончания школы работал механиком на опытном заводе «Геологоразведка» в Ленинграде. В 1937 году окончил радиотехническое отделение Ленинградского морского техникума и работал радистом на метеостанции Ленинградского управления Гидрометеослужбы.

«Седовцы» слева направо: помощник капитана
В. Х. Буйницкий, врач А. П. Соболевский, кок П. В. Мегер, радист Н. М. Бекасов, механик С. Д. Токарев. 1 сентября 1938 − 12 января 1940 гг.

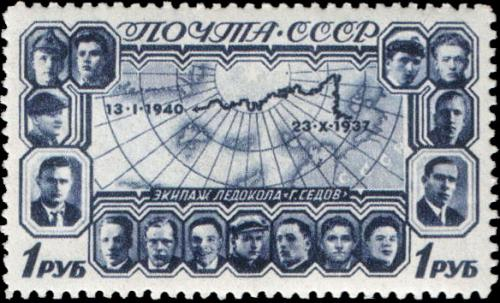
Экипаж ледокола «Георгий Седов»

С 1938 года — радист ледокола «Ермак», участвовал в походе «Ермака» с целью вывести из ледового плена ледокольный пароход «Георгий Седов». Эта попытка была безуспешной, но во время неё Н. Бекасов добровольцем вызвался участвовать в дрейфе «Георгия Седова» и был участником арктического дрейфа в Северном Ледовитом океане ледокольного парохода «Георгий Седов». В сложных арктических условиях радист Бекасов чётко выполнял свои обязанности, поддерживая устойчивую радиосвязь. После успешного спасения команды «Г. Седова» всем 15 членам экипажа, в том числе и Н. Бекасову, было присвоено звание Героя Советского Союза.
В 1940 году был направлен на учёбу в Ленинградскую промышленную академию имени И. В. Сталина, но успел окончить только первый курс в 1941 году.
С началом Великой Отечественной войны был призван в РККФ в 1941 году. С 1942 года служил радистом эскадры кораблей Черноморского флота. Участвовал в морских походах и десантных операциях.
В 1944 году переведён на Балтийский флот. Когда 7 июля 1944 года Ленинградский морской техникум был реорганизован в Ленинградское высшее мореходное училище, Н.М. Бекасов был назначен заместителем начальника этого училища по учебной работе. В 1945 году окончил факультет связи Военно-морской академии имени К. Е. Ворошилова. В 1945 году назначен старшим инженером-радистом в отдел связи Тихоокеанского флота. Участник советско-японской войны 1945 года: непосредственно в боевых действиях участия не принимал, но лично на всех уходящих в боевые походы кораблях отлаживал работу корабельных систем связи.

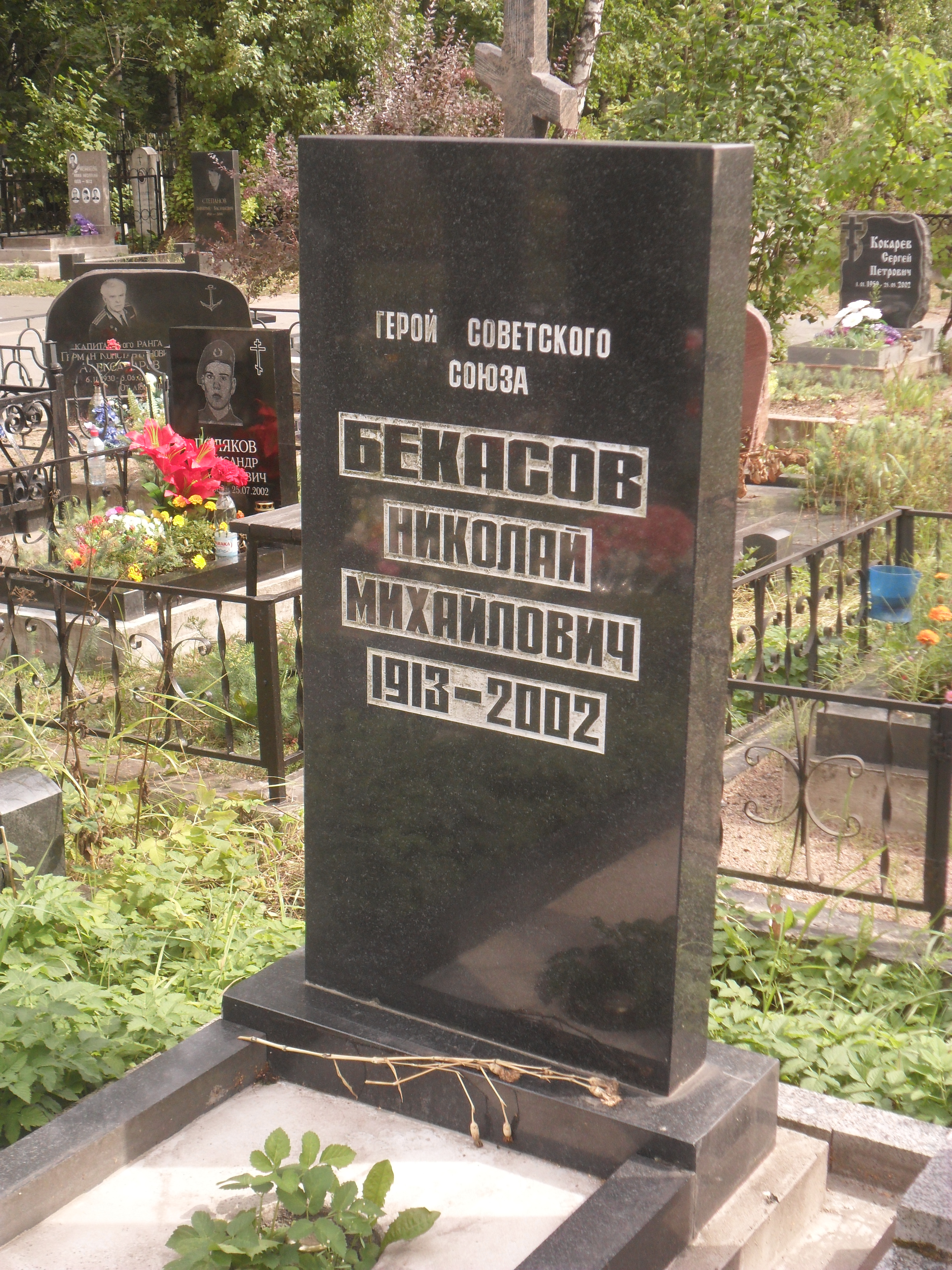
Могила Бекасова на Богословском кладбище Санкт-Петербурга.

После войны продолжал службу в Военно-Морском Флоте СССР. С 1945 года — старший инженер-радист 3 отделения штаба Камчатской флотилии, с 1947 года — помощник по ТЧ начальника отделения связи флотилии. В 1950 году служил связистом Инспекции военно-морской подготовки и судового надзора Управления вспомогательных судов и гаваней 7-го ВМФ (Тихий океан) С октября 1950 года служил на Балтийском флоте — инженер по радиоаппаратуре штаба 64-й дивизии кораблей Охраны водного района 4-го ВМФ, с 1951 года — старший инженер по радиосвязи 4 отделения связи 4-го ВМФ, с 1952 года — начальник узла связи 111-й бригады кораблей 4-го ВМФ, с 1955 — старший офицер по ТЧ района связи Лиепайской военно-морской базы, с 1956 — старший офицер района связи там же, с 1957 — старший инженер отделения связи там же, с 1958 года — главный инженер - начальник группы эксплуатации специальных сооружений отдела испытательной зоны "Д" воинской части 77510 на Северном флоте, с 1959 года — начальник группы сборки — старший инженер воинской части 25626 на Балтийском флоте.
С декабря 1962 года инженер-капитан 2-го ранга Н. М. Бекасов находился в запасе, а затем в отставке. Жил и работал в городе Ленинграде.
Умер 19 сентября 2002 года. Похоронен в Санкт-Петербурге на Богословском кладбище.

## Награды
- Указом Президиума Верховного Совета СССР от 3 февраля 1940 года «за проведение героического дрейфа, выполнение обширной программы исследований в трудных условиях Арктики и проявленное при этом мужество и настойчивость» радисту ледокольного парохода «Георгий Седов» Бекасову Николаю Михайловичу присвоено звание Героя Советского Союза с вручением ордена Ленина и медали «Золотая Звезда» (№ 233) [1].
- орден Ленина (3.02.1940)
- Орден Отечественной войны 1-й степени (11.03.1985)
- Орден Отечественной войны 2-й степени (2.10.1945)[2]
- орден Красной Звезды (21.08.1953)
- медаль «За боевые заслуги» (20.06.1949)
- медали
- Знак «Почётному полярнику» (6.11.1938)